# Gatón de Campos

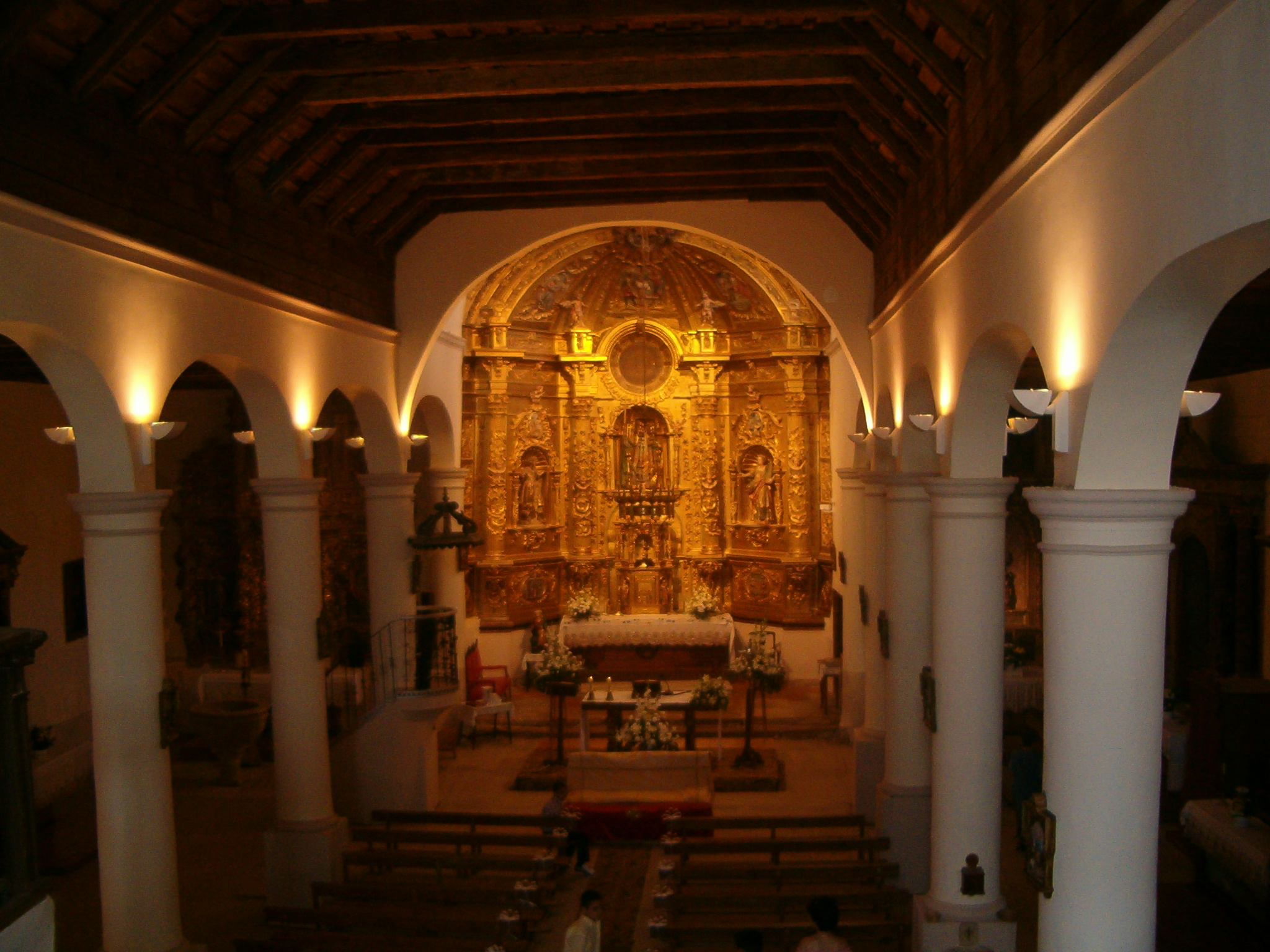
Interior. Nave central

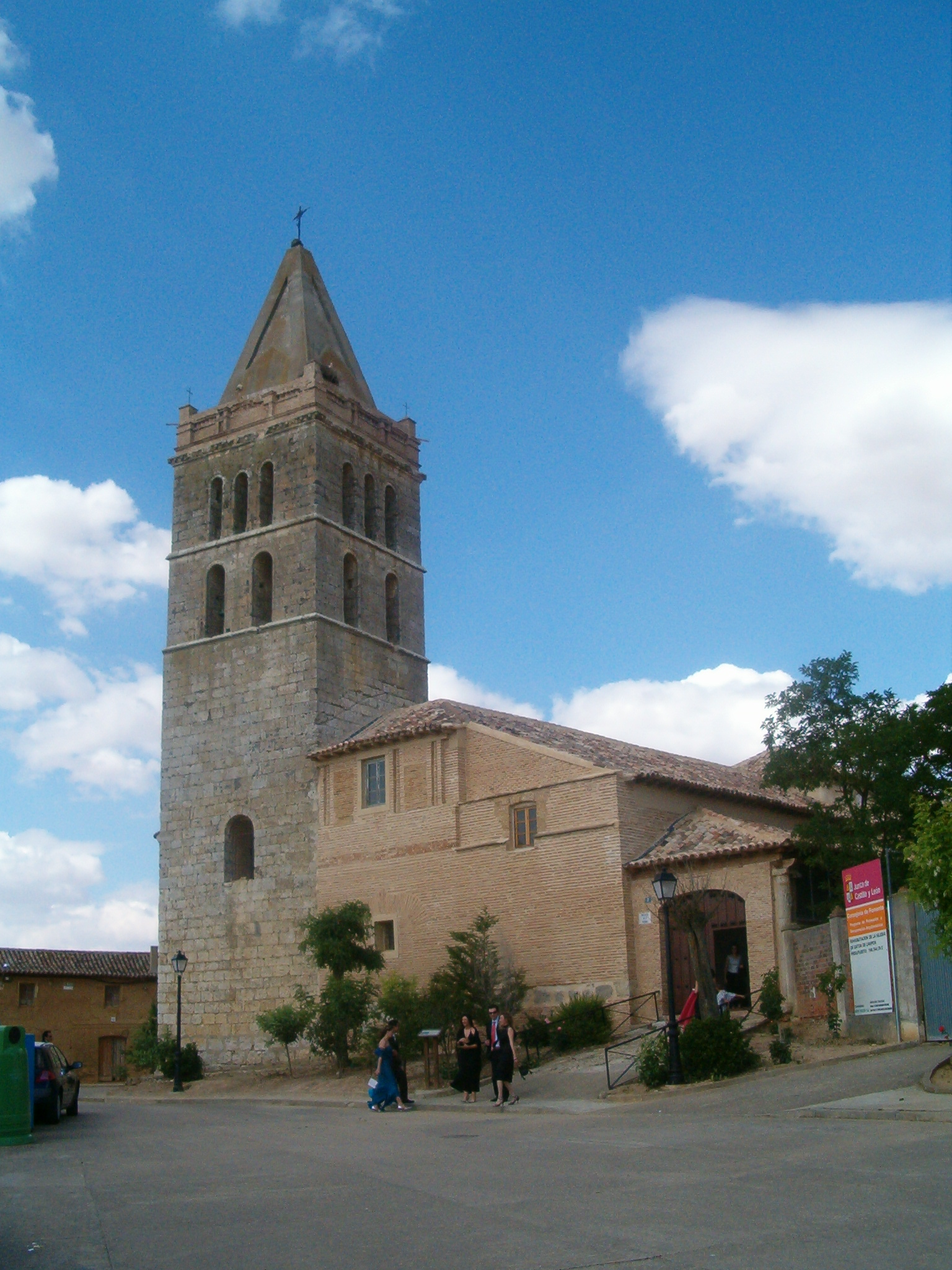
Exterior.

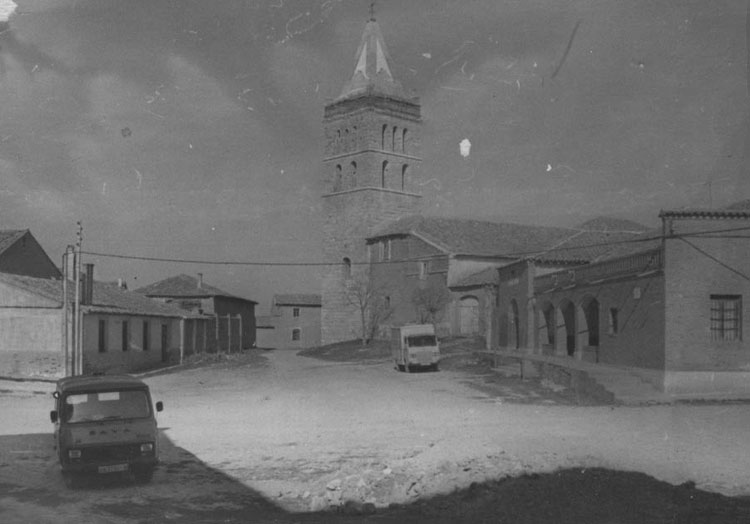
La iglesia a mediados del.

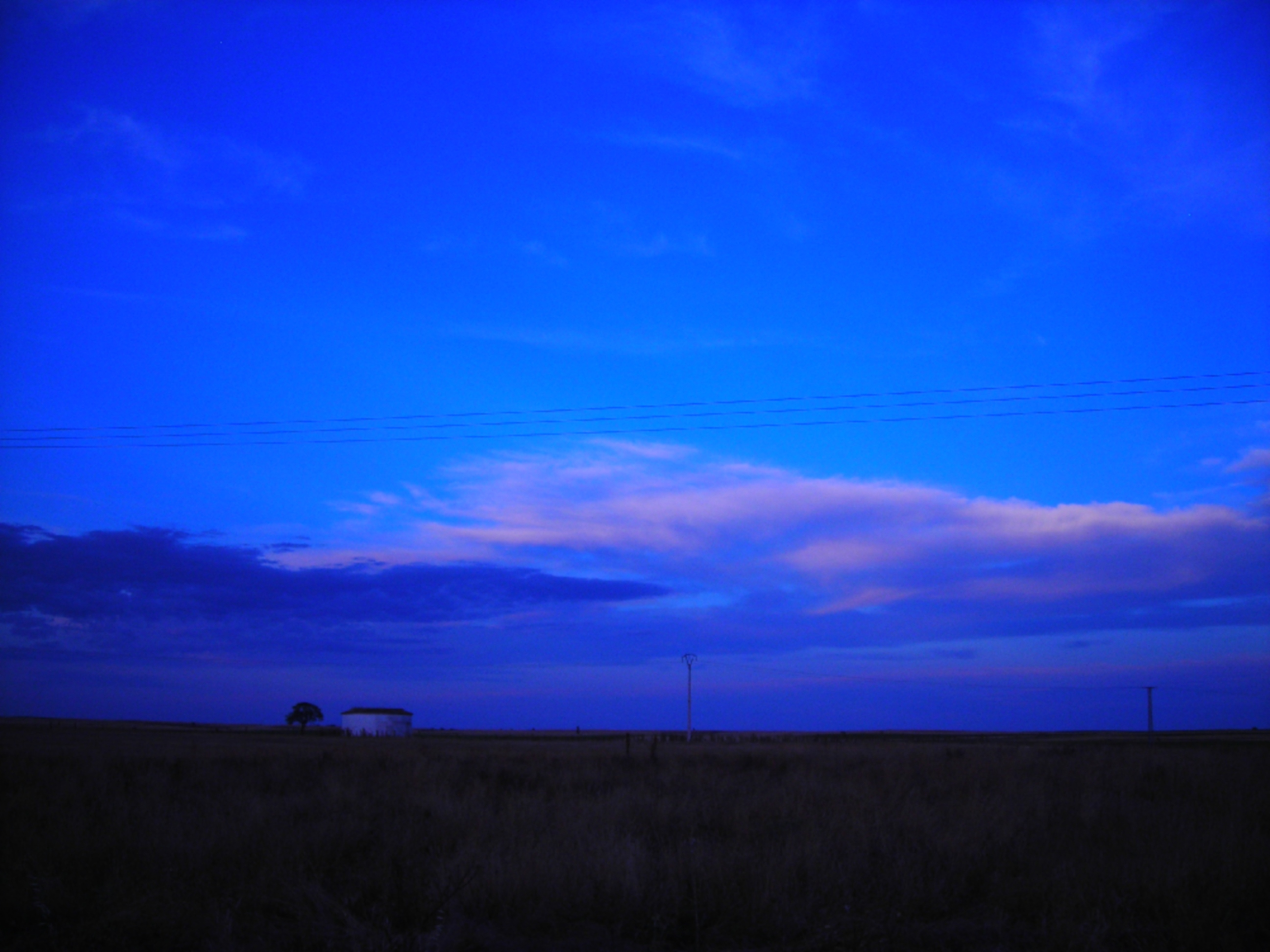
Atardecer Castellano.

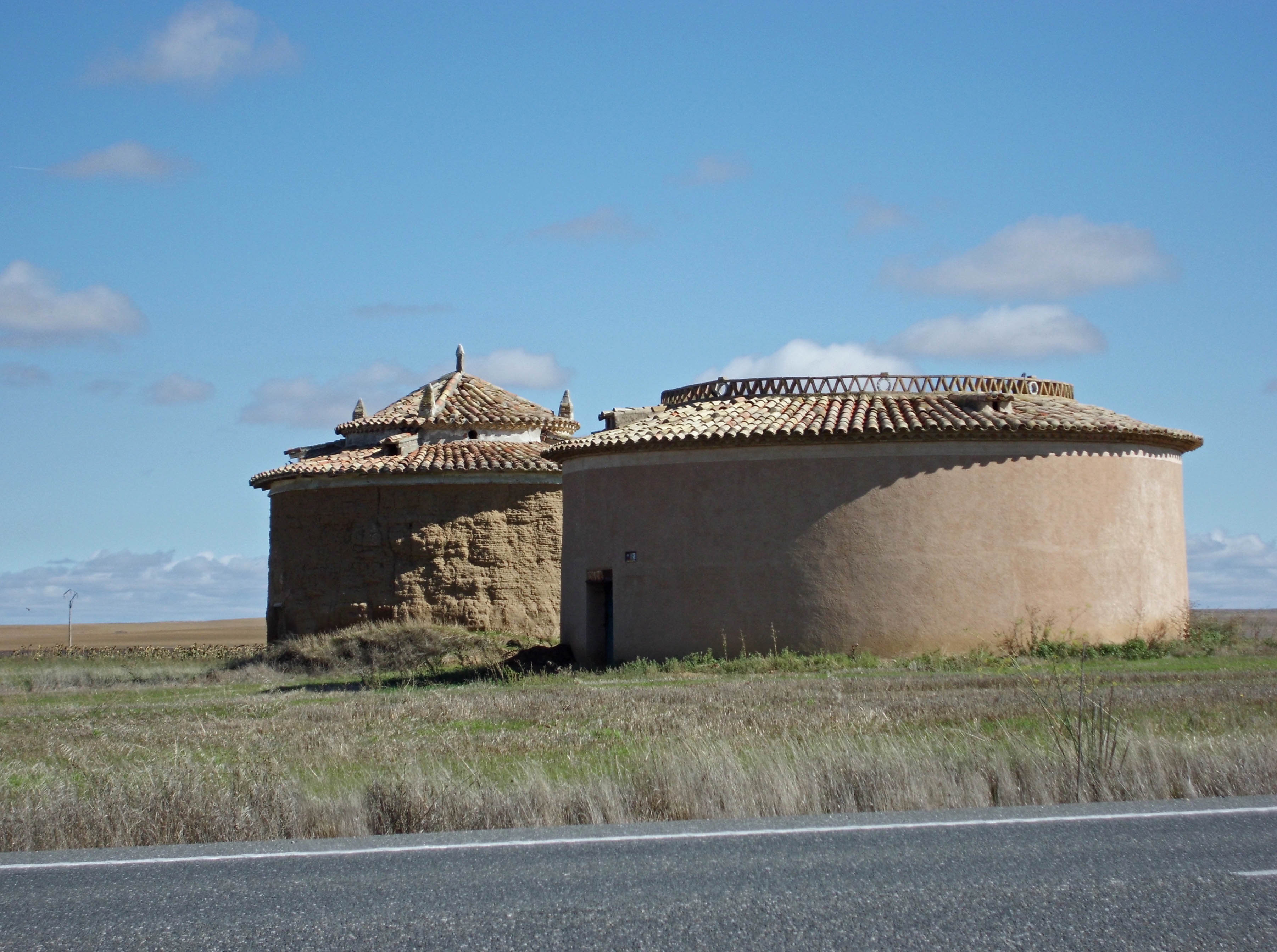
Palomares en el camino entre Gatón de Campos y Villalón de Campos.

Gatón de Campos es un municipio de España, en la comarca de Tierra de Campos, dentro de la provincia de Valladolid, comunidad autónoma de Castilla y León. Tiene una superficie de 20,43 km² con una población de 39 habitantes y una densidad de 1,91 hab/km². Situado en la ribera del río Sequillo en su curso medio.

## Historia
Gatón de Campos fue durante toda la Edad Media, villa de realengo, hasta que el rey Fernando IV de Castilla, se la entregó, junto con otros muchos señoríos a Alfonso de la Cerda, hijo de  Fernando de la Cerda, primogénito y heredero del rey Alfonso X "El Sabio", a cambio de su renuncia al trono de Castilla, del que era el heredero legal.
La villa fue señorío de la Casa de la Cerda , llegando a ser heredada por Mafalda de la Cerda y Álvarez-Pereira (1365-?), emparentada con los duques de Medinaceli, y descendiente directo, como ellos, de los Infantes de la Cerda y por tanto de Alfonso X el Sabio.
Mafalda de la Cerda y Álvarez-Pereira, casó con Fernán Gutiérrez de Valverde (1368-1380), IX señor de Castellano, de Alburquerque y de Trujillo, quien también fue señor de La Torre y de la Dehesa de Castellanos.
Los descendientes de Fernán Gutiérrez de Valverde y Mafalda de la Cerda y Álvarez-Pereira, siguieron viviendo en Gatón de Campos, dando origen a numerosas casas que conservaron el apellido Valverde de la Cerda, aunque algunos como Valentín Valverde y Madrigal construyó, en el siglo XVI su casa-palacio en Valverde de Campos. Desde esta villa se extendieron por Trujillo en Extremadura y otros se radicaron en las localidades de Griñón y Cubas de la Sagra en la actual provincia de Madrid, donde Mafalfa de la Cerda tenía extensas propiedades. María Gutiérre de Valverde y de la Cerda, hija de Fernán Gutiérrez de Valverde y Mafalda de la Cerda (esta última descendiente directa del rey  Alfonso el Sabio), casó con Gonzalo Porcallo Morán y tuvieron por hija a Teresa de Sotomayor quien casó con Vasco Porcallo de Figueroa y de la Cerda, conquistador y poblador de la Isla de Cuba, estableciéndose en Puerto Príncipe (Camagüey). 
Al suprimirse en España los Señoríos en 1813, Gatón de Campos quedó libre y se convirtió en un municipio independiente.

## Geografía humana

### Demografía
Cuenta con una población de 41 habitantes (INE 2024).
| Gráfica de evolución demográfica de Gatón de Campos entre 1842 y 2021                                                                                               |
| |
| Población de derecho según los censos de población del INE Población de hecho según los censos de población del INEEn estos censos se denominaba Gatón: 1842 y 1857 |

## Monumentos y lugares de interés
- Iglesia parroquial de San Pedro: La iglesia parroquial de Gatón de Campos, se dedica a San Pedro y es un edificio gótico mudéjar de ladrillo construido durante los siglos XV y XVI. Consta de tres naves separadas por pilares y la puerta de ingreso se sitúa en el lado de la Epístola, conformada por un arco conopial con decoración animalística. Bajo el coro alto de la iglesia, situado en los pies de la misma se conserva un interesante alfarje mudéjar, decorado con estrellas en sus casetones. En la torre, construida en la etapa de los Reyes Católicos, destaca un friso de bolas que remata el tercero de sus pisos. En el retablo mayor, rococó, son interesantes las pinturas del interior del tabernáculo, manieristas y de muy buena calidad, que representan la Visitación, el Nacimiento, la Anunciación y la Magdalena. En la nave del Evangelio destaca el artesonado mudéjar de una de las capillas y en la nave de la Epístola la Virgen de las Nieves, pieza gótica sedente de hacia 1500 y el Ecce Homo y el Crucifijo, ambas obras de Alejo de Bahía sitas en otro de los retablos.
- Palacio de Cayetano Pastor: Casa Palacio con delicada portada que funde elementos renacentistas con otros de tradición puramente castellana. Se trata de una casona, articulada en torno a varios elementos constructivos, y que perteneció a estamentos eclesiásticos a tenor de los escudos conservados. La portada constituye un elemento de especial interés. Ésta está articulada en torno a dos cuerpos, uno de acceso con una gran puerta adintelada con arco de medio punto y otro superior a modo de balcón con ventana ornamentada con arco adintelado conopial y dos escudos que la flanquean. En el de la izquierda, Bonete eclesiástico y caldera y en el de la derecha dos llaves de San Pedro. Ambos cuerpos se enmarcan con columnas planas molduradas. En la inscripción que corona la Ventana principal de la fachada se puede leer como YZOSE ESTA OBRA EL S DN CAYETANO PASTOR EL AÑO DE 1766 ME FECYT GONZALEZ.

## Cultura

### Fiestas
Sus fiestas que se celebran los días 4, 5 ,6 y 7 de agosto, en honor de su patrona la Virgen de las Nieves, se convirtieron hace años en celebraciones solidarias en las cuales participa todo el pueblo y visitantes.
discomovil por las noches y buen ambiente 

## Personalidades
- Zacarias García Villada, jesuita e historiador, miembro de la Generación del 98.